# Everett V. Stonequist
Everett V. Stonequist (* 5. Oktober 1901 in Worcester, Massachusetts; † 26. März 1979) war ein US-amerikanischer Soziologe. Er zählt zur Chicagoer Schule der Soziologie und schrieb mit seinem Buch über den Marginal Man einen Klassiker der Soziologie.
Nach dem Studium von Geschichte und Soziologie an verschiedenen Hochschulen wurde er 1930 an der Universität von Chicago promoviert. 1937 systematisierte er das Konzept über marginalisierte Menschen aus zwei Kulturen seines Lehrers Robert E. Park zu einem bedeutenden Beitrag der Kultursoziologie.
Stonequist lehrte und forschte an der Universität von Hawaii, der Duke-Universität, der Universität von Missouri sowie jahrzehntelang bis 1970 am Skidmore College in Saratoga Springs (New York). Das College verleiht ihm zu Ehren den Everett V. Stonequist Award.